# Teresa Cardoso de Menezes
Teresa Maria Monteiro Cardoso de Meneses (Lisboa, 4 de Maio de 1966) é uma soprano portuguesa, considerada pela crítica como uma das mais talentosas 
cantoras líricas portuguesas.

## Obra publicada em CD
- JE VEUX VIVRE - Árias de Ópera
- ALLELUIA - Árias Sacras
- UPON A STAR - Canto e Harpa